# Alex Vincent

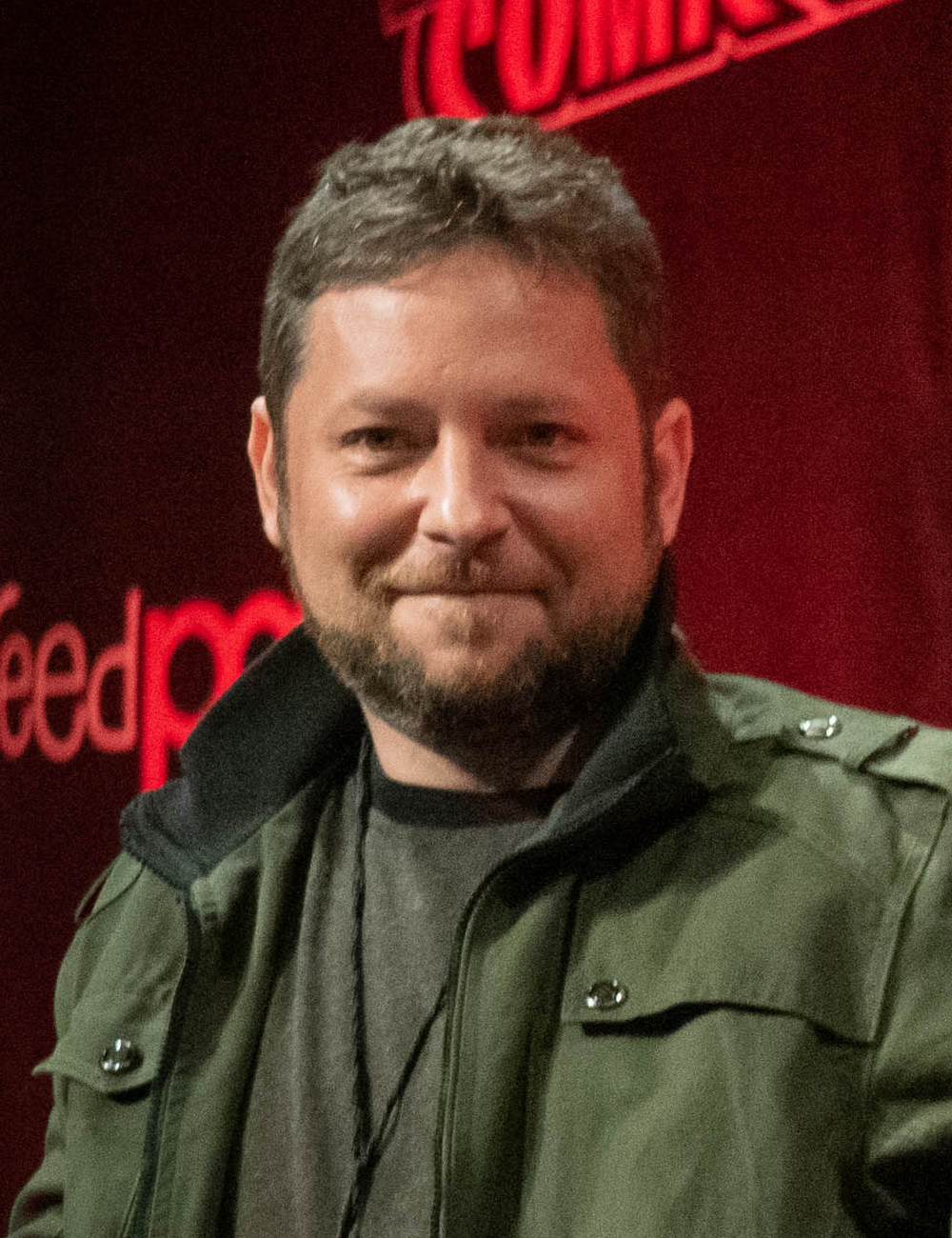
Alex Vincent, 2021

Alex Vincent (* 29. April 1981 in Newark, New Jersey als Alexander Vincent LoScialpo) ist ein US-amerikanischer Schauspieler und ehemaliger Kinderdarsteller. Bekannt ist er vor allem durch die Rolle des Andy Barclay im Horrorfilm Chucky – Die Mörderpuppe (1988) und dessen Fortsetzung Chucky 2 – Die Mörderpuppe ist wieder da (1990) geworden.

## Leben
Im Alter von 12 Jahren zog er sich von der Schauspielerei zurück und arbeitete später im Erwachsenenalter als Toningenieur. Seit dem Jahr 2008 übernahm er wieder kleinere Rollen als Schauspieler in Low-Budget-Filmen. In den Jahren 2013 und 2017 trat auch wieder in der Chucky-Filmreihe in Erscheinung, außerdem spielte er zwischen 2021 und 2023 in der Serie Chucky mit.

## Filmografie
- 1988: Chucky – Die Mörderpuppe (Child’s Play)
- 1989: Warte bis zum Frühling, Bandini (Wait Until Spring, Bandini)
- 1990: Just Like in the Movies
- 1990: Chucky 2 – Die Mörderpuppe ist wieder da (Child's Play 2)
- 1993: Das Erbe der Zarentochter (My Family Treasure)
- 2008: Dead Country
- 2011: On the Ropes
- 2013: House Guest
- 2013: Curse of Chucky
- 2017: The Dark Military
- 2017: Cult of Chucky
- 2021–2023: Chucky (Fernsehserie)